# Sven Regener
Sven Regener (ur. 1 stycznia 1961), niemiecki muzyk rockowy i pisarz.
Po zakończeniu szkoły studiował muzykologię w Hamburgu i Berlinie. Swój pierwszy album, z zespołem Zatopek, nagrał w 1982. Grał również m.in. w grupach Neue Liebe i Element of Crime. Gra na gitarze i trąbce. Jako pisarz debiutował w 2001 powieścią Pan Lehmann, przetłumaczoną na szereg języków, w tym polski. Jej tytułowy bohater jest barmanem mieszkającym w Berlinie Zachodnim tuż przed upadkiem Muru Berlińskiego. Frank Lehmann jest bohaterem kolejnych powieści Regenera, Neue Vahr Süd z 2004 i Der kleine Bruder z 2008.

## Twórczość
- Pan Lehmann (Herr Lehmann 2001)
- Neue Vahr Süd (2004)
- Angulus Durus (2006), wspólnie z Germarem Grimsenem
- Der kleine Bruder (2008)
- Meine Jahre mit Hamburg Heiner (2011)